# Call of the Wild (album de Ted Nugent & The Amboy Dukes)
Pour les articles homonymes, voir Call of the Wild.
Albums de Ted Nugent & The Amboy Dukes
Survival of the Fittest Live
(1971) Tooth, Fang & Claw
(1974)
Singles
Call of the Wild est un album studio de Ted Nugent and The Amboy Dukes.
Paru en 1974 sur le label de Frank Zappa, DiscReet Records, il annonce la suite de la carrière de Ted Nugent par un style de plus en plus proche du hard rock. Le groupe se nomme à présent Ted Nugent & the Amboy Dukes, ce qui démontre la mainmise sur le groupe par Ted Nugent qui compose tous les titres seul. Des Amboy Dukes de l'album précédent Survival of the Fittest: Live il ne reste d'ailleurs que lui et le bassiste Rob Grange.
Après le succès de l'album Ted Nugent, Call of the Wild et son successeur Tooth, Fang & Claw, sortiront ensuite ensemble sur un double album de la série "Two Originals Of" distribué par Warner Bros.

## Liste des titres
- Tous les titres sont signés par Ted Nugent.

1. Call of the Wild - 4:46
2. Sweet Revenge - 4:03
3. Pony Express - 5:18
4. Ain't It the Truth - 4:54
5. Renegade - 3:34
6. Rot Gut - 2:42
7. Below the Belt - 7:02
8. Cannon Balls - 5:42

## Musiciens
- Ted Nugent: guitares, chant, percussions.
- Rob Grange: basse, chœurs.
- Vic Mastrianni: batterie, percussions, chœurs.
- Andy Jezowski: chant.
- Gabriel Magno: claviers, flute.